# 公司史
公司史是指企業團體出版發行的記述自己公司歷史的書籍。日本及美國企業廣泛有出版公司史的傳統。原本公司史大多以書籍形式發行，但近年亦有以CD-ROM等電子形式發行的公司。大多數公司史並不對外銷售。日本每年大約製作200部公司史。世界內容最豐富的公司史可能是美國電信公司AT&T的公司史。